# Filippo Soffici
Filippo Soffici (* 9. Februar 1970 in Florenz) ist ein ehemaliger italienischer Ruderer und olympischer Medaillengewinner.

## Sportliche Karriere
Nachdem Filippo Soffici bei den Junioren-Weltmeisterschaften 1986 und 1987 jeweils den fünften Platz mit dem Doppelvierer belegt hatte, gewann er 1988, seinem letzten Juniorenjahr, den Titel im Einer. 1989 nahm Soffici zum ersten Mal an Weltmeisterschaften in der Erwachsenenklasse teil. Zusammen mit Gianluca Farina, Davide Tizzano und Giovanni Calabrese gewann er die Silbermedaille im Doppelvierer hinter dem niederländischen Boot. Im Jahr darauf gewann der Doppelvierer aus der Sowjetunion den Titel bei den Weltmeisterschaften in Tasmanien. Hinter den Schweizern lieferten sich die Italiener (Massimo Paradiso, Filippo Soffici, Gianluca Farina und Alessandro Corona) mit den Schweden ein Duell um die Bronzemedaille, im Ziel hatten die Italiener fünf Hundertstelsekunden Vorsprung. Bei den Weltmeisterschaften 1991 siegten der sowjetische Doppelvierer beim letzten Auftritt der sowjetischen Ruder-Nationalmannschaft, die Italiener mit Farina, Paradiso, Soffici und Corona erhielten die Silbermedaille vor den Niederländern. Bei den Olympischen Spielen 1992 siegte der deutsche Doppelvierer vor den Norwegern. Der italienische Vierer mit Farina, Rossano Galtarossa, Corona und Soffici musste gegen die Schweizer bis ins Ziel um die Bronzemedaille kämpfen und lag am Ende um sechs Hundertstelsekunden vorn. 